# 運動 (民粹主義團體)
運動（The Movement）是由史蒂夫·班農於2018年設立的右翼民粹主義政黨聯盟，旨在促進歐洲的右翼民粹主義和經濟民族主義團體，這些團體反對歐洲聯盟的政府和歐洲的政治結構，爭取贏得歐洲選舉。
2017年1月，比利時人民黨領袖Mischaël Modrikamen正式登記了該組織。

## 背景
班農最初與《每日野獸》討論了他的組織計劃，表示他想創建一個民粹主義的“超級組織”，能夠贏得700多個歐洲議會議員席位中的三分之一。
「運動」是索羅斯的開放社會基金會的對立力量。班農稱索羅斯“邪惡但高明”，並表達了促進民族主義而不是全球主義的願望。

## 歷史
比利時人民黨於2019年6月18日解散，從而結束了與運動的聯繫。

## 評論
UKIP領導人Gerard Batte於2018年9月表示，他的政黨無意加入運動，稱UKIP“不適合”Bannon在整個歐洲提出的建議，而該黨將改為追求“為英國人民”的目標。

## 政黨列表
| 颜色 | 简称 | 名称       | 国家       | 意识形态     | 政治立场 | 领袖              | 歐洲議會議員 | 欧洲议会党团           |
| ---- | ---- | ---------- | ---------- | ------------ | -------- | ----------------- | ------------ | ---------------------- |
|      | Lega | 聯盟       | 義大利     | 右翼民粹主義 | 右翼     | 馬泰奧·薩爾維尼   | 28 / 73      | 認同與民主             |
|      | FdI  | 義大利兄弟 | 義大利     | 民族保守主义 | 右翼     | 喬治亞·梅洛尼     | 5 / 73       | 歐洲保守派和改革主義者 |
|      | MfC  | 變革運動   | 蒙特內哥羅 | 右翼民粹主義 | 右翼     | Nebojsa Medojevic | 非欧盟成员   | N/A                    |

## 批評
2019年3月，歐洲記者認為班農的計畫失敗。